# Bandiera dell'Oblast' di Mosca
La bandiera dell'Oblast' di Mosca è divenuta il vessillo ufficiale dell'Oblast' moscovita il 3 dicembre 1997.

## Descrizione
La bandiera è unicamente di colore rosso, con lo stemma dell'oblast', l'icona classica di San Giorgio che con una lancia uccide un drago, in alto a sinistra.